# 江川雅子
江川 雅子（えがわ まさこ、1956年9月7日 - ）は日本の経営学者。女性初の東京大学理事、一橋大学大学院経営管理研究科教授などを経て、女性初の成蹊学園学園長、日本証券業協会副会長。専門はコーポレート・ガバナンス、コーポレート・ファイナンス。

## 学歴
1976年3月 - 女子学院高等学校卒業（3年次にカリフォルニア州に1年間留学）
1980年3月 - 東京大学教養学部教養学科国際関係論分科卒業
1986年6月 - ハーバード大学ハーバード・ビジネス・スクール修士課程修了、MBA
2006年3月 - 一橋大学大学院商学研究科博士後期課程修了、博士（商学）

## 職歴
1980年4月 - シティバンク、エヌ・エイ東京支店入社
1986年9月 - ソロモン・ブラザーズ ニュ ーヨーク本店入社
1988年6月 - ソロモン・ブラザーズ・アジア証券東京支店入社
1993年12月 - S.G.ウォーバーグ証券東京支店入社
2001年11月 - ハーバード・ビジネス・スクール日本リサーチ・センター長
2009年4月 - 東京大学理事、東京大学ものづくり経営教育センター特任研究員
2010年10月 - 東京大学経済学部非常勤講師
2012年2月 - 東大友の会理事
2014年3月 - 旭硝子取締役
2015年6月 - 三井不動産取締役、東京海上ホールディングス取締役
2015年9月 - 一橋大学大学院商学研究科教授
2018年4月 - 一橋大学大学院経営管理研究科教授
2019年7月 - 日本証券業協会副会長、日本証券業協会自主規制会議議長
2020年4月 - 一橋大学大学院経営管理研究科特任教授
2020年6月 - 三井物産取締役
2022年4月 - 成蹊学園学園長
2022年10月 - 一橋大学社会科学の発展を考える円卓会議委員
2023年6月 - 三菱電機取締役

## 委員歴
- 政府税制調査会委員[10]
- 財政制度等審議会委員[10]
- 経済財政諮問会議専門委員[10]
- 国立研究開発法人審議会委員[11]
- 日米文化教育交流会議教育交流レビュー委員会座長[12]
- フルブライト・ジャパン日本側委員[13]
- 総合科学技術・イノベーション会議基本計画専門調査会委員[14]
- 中央教育審議会大学分科会委員[14]
- 大学改革支援・学位授与機構[14]
- 世界経済フォーラムGlobal Agenda Council[14]
- 財務省政策評価懇談会[14]
- 金融庁政策評価有識者会議[14]
- 産業構造審議会グリーンイノベーションプロジェクト部会[14]

## 著作

### 著書
- 『株主を重視しない経営 : 株式市場の歪みが生み出した日本型ガバナンス』日本経済新聞出版社、2008年
- 『「6つの壁」を越える力 : 世界が実践している「いま」必要なこと』KADOKAWA、2014年
- 『現代コーポレートガバナンス : 戦略・制度・市場』日本経済新聞出版社、2018年

### 訳書
- L.R.ガレーズ 『ハーバードの女たち』講談社、1991年